# Killing Bono
Killing Bono es una película británica-irlandesa, dirigida por Nick Hamm, basada en el libro autobiográfico de Neil McCormick "Killing Bono: I was Bono’s doppelganger".
La historia narra como Neil y su hermano Ivan lucharon por abrirse camino en el mundo de la música en los años ochenta, mientras asistieron a la meteórica ascensión de sus antiguos compañeros de colegio, los U2.
La película está protagonizada por Ben Barnes como Neil McCormick, Robert Sheehan como Ivan McCormick y McCann Martin como el cantante irlandés Bono.
La película, que fue rodada en Irlanda del Norte, fue financiado por Northern Ireland Screen y fue estrenada por Paramount Pictures (la distribuidora de la película de U2 Rattle and Hum) en el Reino Unido el 1 de abril de 2011. El estreno europeo tuvo lugar en el cine Savoy de Dublín.

## Reparto
- Ben Barnes como Neil McCormick.
- Robert Sheehan como Ivan McCormick.
- Martin McCann como Bono.
- Pete Postlethwaite como Karl (fue la última película del actor, debido a su muerte en 2011).
- Krysten Ritter como Gloria.
- David Fennelly como Frankie.
- Ralph Brown como Leo.
- Justine Waddell como Danielle.
- Luke Treadaway como Rick.
- Peter Serafinowicz como Hammond.